# Ioannina
 For alternative betydninger, se Ioannina (flertydig). (Se også artikler, som begynder med Ioannina)
Ioannina (græsk: Ιωάννινα), ofte kaldt Jannena (Γιάννενα) i Grækenland, er største by i Epirus, en periferi (administrativ region) i det  nordvestlige Grækenland. Byen har 64.896(2021) indbyggere. Byen ligger omtrent 500 meter over havet på den vestlige bred af Pamvotidasøen (Παμβώτιδα). Byen er hovedstad for den regionale enhed med samme navn og for periferien Epirus. Ioannina ligger 450 km nordvest for Athen, 290 km sydvest for Thessaloniki og 80 km øst for havnen i Igoumenitsa ved  Det Joniske Hav.